# 諸葛婉
諸葛 婉（しょかつ えん、生没年不詳）は、中国西晋の武帝司馬炎の夫人（側室）。本貫は琅邪郡陽都県。祖父は魏および西晋の武将の諸葛緒。父は諸葛沖。

## 生涯
泰始9年（273年）、武帝は全国から後宮の女を5千人選んだ。その中で諸葛婉は夫人（三妃の一つ）に封ぜられた。

## 伝記資料
- 『晋書』列伝 后妃上